# Cochranella mariae
Cochranella mariae är en groddjursart som först beskrevs av William Edward Duellman och Catherine Ann Toft 1979.  Cochranella mariae ingår i släktet Cochranella och familjen glasgrodor. Inga underarter finns listade i Catalogue of Life.